# Valentina Tolkoenova
Valentina Vasiljevna Tolkoenova (Russisch: Валенти́на Васи́льевна Толкуно́ва; Armavir, 12 juli 1946 - Moskou, 22 maart 2010) was een Russische zangeres.

## Carrière
Valentina Tolkoenova werd geboren in Armavir in de Kaukasus. Tolkoenova had op jonge leeftijd al interesse in muziek. In 1966 werd ze op twintigjarige leeftijd solist bij het orkest van Joeri Saulski. In 1971 studeerde ze af aan de Gnessin Staatsacademie voor Muziek.
1972 was het begin van haar carrière. In dit jaar zong zij tijdens een concert in de concertzaal Dom sojoezov, met toenmalige bekendheden als Klavdivia Sjoelzjenko, Ljoedmila Zykina, Georg Ots en Moeslim Magomajev. Sinds 1973 werkte zij samen met het Moskontsert, een van de grootste Russische concert organisaties, en in 1989 werd Valentina directrice van haar eigen theater.
In 2006 werd bij Tolkoenova borstkanker geconstateerd, waarvan ze later genas. In augustus 2009 werd bij haar een hersentumor geconstateerd. Ondanks ziekte bleef Tolkoenova optreden. Na een concert in Mogiljov, Wit-Rusland in februari 2010 werd zij opgenomen in het ziekenhuis. Nadat ze uit het ziekenhuis was ontslagen en voor controle naar een ander ziekenhuis moest, zakte ze ineen en een paar uur later overleed ze.
Gedurende haar carrière heeft Tolkoenova negen albums opgenomen. Ze verscheen in een aantal films, hoofdzakelijk in kleinere rollen als zangeres. Tolkoenova heeft ook vele onderscheidingen gekregen, zoals de Orde van de Eer en de Orde van Vriendschap.

## Discografie

### Albums
- 1974 - Loesjinka belaja
- 1974 - God ljoebvi
- 1982 - Dialog oe novogodnej jolki
- 1986 - Razgovor s zjensjtsjinoj
- 1989 - Serjozja
- 1992 - Sorok pjat
- 1995 - Ja ne mogoe inatsje
- 1997 - Son-trava
- 2010 - Kak byt stsjastlivoj (postuum)